# 李连和 (1964年)
李连和（1964年1月—），中华人民共和国外交官，曾任中华人民共和国驻苏丹共和国特命全权大使和中华人民共和国驻阿尔及利亚民主人民共和国特命全权大使。

## 生平
1987年，进入中华人民共和国外交部工作，先后在驻叙利亚大使馆、驻约旦大使馆、外交部西亚北非司、驻亚丁总领事馆、驻也门大使馆、驻黎巴嫩大使馆任职。2003年，任驻利比亚大使馆参赞。2008年，任外交部西亚北非司参赞。2010年，任驻埃及大使馆公使衔参赞。2013年，任外交部西亚北非司副司长。2014年11月，出任中华人民共和国驻苏丹大使。2018年12月，出任中华人民共和国驻阿尔及利亚大使。2022年3月，自驻阿尔及利亚大使离任。回国任外交部西亚北非司大使。